# Danila Emel'janov
Danila Svjatoslavovič Emel'janov (in russo Данила Святославович Емельянов?; Aša, 23 gennaio 2000) è un calciatore russo, centrocampista del Neftechimik.

## Caratteristiche tecniche
È un centrocampista centrale

## Carriera
Cresciuto nel settore giovanile dell'Ufa, ha esordito in prima squadra il 13 luglio 2019 disputando l'incontro di Prem'er-Liga perso 3-2 contro l'Ural.

## Statistiche
Statistiche aggiornate al 18 agosto 2019.

### Presenze e reti nei club
| Stagione        | Squadra         | Campionato      | Campionato | Campionato | Coppe nazionali | Coppe nazionali | Coppe nazionali | Coppe continentali | Coppe continentali | Coppe continentali | Altre coppe | Altre coppe | Altre coppe | Totale | Totale | Totale |
| Stagione        | Squadra         | Comp            | Pres       | Reti       | Comp            | Pres            | Reti            | Comp               | Pres               | Reti               | Comp        | Pres        | Reti        | Pres   | Reti   |        |
| --------------- | --------------- | --------------- | ---------- | ---------- | --------------- | --------------- | --------------- | ------------------ | ------------------ | ------------------ | ----------- | ----------- | ----------- | ------ | ------ | ------ |
| 2018-2019       | Ufa-2           | PPF Ligi        | 21         | 4          |                 | -               | -               |                    | -                  | -                  |             | -           | -           | 21     | 4      |        |
| 2019-2020       | Ufa             | PL              | 4          | 0          | CR              | 0               | 0               |                    | -                  | -                  |             | -           | -           | 4      | 0      |        |
| Totale carriera | Totale carriera | Totale carriera | 25         | 4          |                 | 0               | 0               |                    | -                  | -                  |             | -           | -           | 25     | 4      |        |